# Sang froid (téléfilm, 2008)
Pour les articles homonymes, voir Sang-froid.
Sang froid est un téléfilm français réalisé par Sylvie Verheyde en 2006 et diffusé en 2008.

## Synopsis[1]
Après avoir démissionné de l’armée au Kosovo et passé deux ans à Fresnes, Tony, la trentaine, ne croit plus en rien, sinon peut-être à sa vieille amitié avec Jean-Jean, un copain d’enfance qu’il revoit de temps en temps dans sa ville natale, en Bourgogne. Alors qu’il attend son dernier coup sans illusions, une fuite d’eau dans son sinistre studio l’oblige à frapper chez sa voisine du dessus, l’énigmatique Sophia, terrée chez elle et cernée par la peur. Une rencontre qui va définitivement bouleverser la vie de l’un et l’autre, et les conduire au bord de l’abîme…

## Fiche technique
- Titre : Sang froid
- Réalisation : Sylvie Verheyde
- Scénario : Sylvie Verheyde
- Musique : NousDeux the band
- Directeur de la photo : Nicolas Gaurin
- Son : Dimitri Haulet, Nicolas Moreau, Olivier Dô Hùu
- Décors : Thomas Grezaud
- Costumes : Valérie Massadian
- Montage : Christel Dewynter
- Pays d’origine :  France
- Langue de tournage : français
- Période de tournage : début en octobre 2006
- Producteurs : Laurent Lavolé, Isabelle Pragier, Bruno Berthemy
- Sociétés de production : Arte France, Gloria Films, Les Films du Veyrier
- Diffusion : Arte
- Exportation : Wide Management
- Format : couleur HD — son stéréophonique
- Genre : drame
- Durée : 83 min
- Date de diffusion : 29 avril 2008, première de la multidiffusion sur Arte

## Distribution
- Benjamin Biolay : Tony
- Laura Smet : Sophia
- Stomy Bugsy : Jean-Jean
- Alain Figlarz : Hubert
- Jeannick Gravelines : Stavics
- Victor Gigan : Victor
- Robert Paturel : le commanditaire
- Bruno Guillot : le lieutenant

## Distinction
- 2007 : Prix de la meilleure réalisation à Sylvie Verheyde au Festival de la fiction TV de La Rochelle[2].